# Xochitlicue
Xochitlicue är en gudinna inom aztekisk mytologi. Hon fruktbarhetens, livets, dödens och återfödelsens gudinna.